# Fantaghirò (serie animata)
Fantaghirò è una serie animata prodotta nel 1999 dallo studio di animazione spagnolo BRB Internacional, Mediaset, Telecinco, Planeta 2010, e EF&C. Il cartone animato è un libero adattamento basato sulla serie di film del franchise italiano Fantaghirò, creato da Lamberto Bava.
In Italia la serie è stata trasmessa su Italia 1 a partire dal 22 ottobre 2000.

## Personaggi
Fantaghirò
Doppiata da: Alessandra Karpoff (ed. italiana)
La protagonista della serie è una principessa di stirpe Tuan, figlia terzogenita del Re Hadrian e detentrice del Kuorum, cuore custode dei buoni sentimenti dell'umanità. È innamorata di Romualdo.
Romualdo
Doppiato da: Patrizio Prata (ed. italiana)
È un principe innamorato di Fantaghirò.
Drago Guardiano
Doppiato da: Tony Fuochi (ed. italiana)
È l'ultimo dei draghi ed è il grande custode della magia dell'amore. Ogni volta che Fantaghirò ha bisogno di lui può evocarlo grazie ad un amuleto magico.
Strega Bianca
Doppiata da: Graziella Porta (ed. italiana)
È una benefica e saggia strega che aiuta Fantaghirò e i suoi amici nelle loro avventure.
Strega Nera
Doppiata da: Stefania Patruno (ed. italiana)
La principale antagonista della serie è un'infida strega, che tenta di avere la meglio su Fantaghirò e Romualdo, ma viene puntualmente sconfitta.
Darken
Doppiato da: Oliviero Corbetta (ed. italiana)
È uno spirito maligno con la testa di stregone e il corpo di fuoco. È il maestro della Strega Nera che ha piegato al male anni orsono ed è l'arcinemico delle forze del bene.
Mamma Oca
Doppiata da: Caterina Rochira (ed. italiana)
È una simpatica e gentilissima oca parlante, migliore amica di Fantaghirò.
Roccia
Doppiato da: Riccardo Rovatti (ed. italiana)
È una pietra magica parlante, migliore amico di Fantaghirò e Romualdo.
Fulmine
Doppiato da: Davide Garbolino (ed. italiana)
Antagonista minore della serie.
Re Hadrian
Doppiato da: Enrico Bertorelli (ed. italiana)
È il padre di Fantaghirò.

## Episodi
| nº | Titolo italiano                | Titolo spagnolo              |
| -- | ------------------------------ | ---------------------------- |
| 1  | Un magico destino              | La Profecía                  |
| 2  | Orgoglio e magia               | La Gruta de la Bestia        |
| 3  | Il cavaliere scarlatto         | El Caballero Escarlata       |
| 4  | Il duello                      | El Duelo del Amor            |
| 5  | La trappola                    | La Presa del Cazador         |
| 6  | Alla ricerca del Kuorum        | El Rescate de Kuorom         |
| 7  | La foresta degli elfi          | El Bosque de los Elfos       |
| 8  | Cuore di pietra                | Corazón de Piedra            |
| 9  | La nube nera                   | La Nube Negra                |
| 10 | Gli squali pirata              | Capitán Pintarroja           |
| 11 | Il cavaliere della discordia   | Los Jinetes del Odio         |
| 12 | Nel mondo sotterraneo          | El Mundo Subterráneo         |
| 13 | Il pirata senzanome            | El Pirata sin Nombre         |
| 14 | Il genio                       | El Genio del Mal             |
| 15 | Il lungo addio - I parte       | El Ultimo Adiós              |
| 16 | Il lungo addio - II parte      | En la Boca del Mal           |
| 17 | La forza dell'amore            | Cementerio de Dragones       |
| 18 | La montagna di ghiaccio        | En el Corazón de Hielo       |
| 19 | Il libro dei mille incantesimi | El Libro de los Mil Hechizos |
| 20 | Il fabbro                      | Armas de la Paz              |
| 21 | Il giardino magico             | El jardín mágico             |
| 22 | Il mondo sull'albero           | El Árbol del Mundo           |
| 23 | Un amore senza fine            | La Esencia de la Vida        |
| 24 | Per amore di una principessa   | El Elfo Oscuro               |
| 25 | Il diamante scarlatto          | El Diamante Rojo             |
| 26 | L'amore vince qualunque cosa   | El Amor Puede con Todo       |

## Sigla
La sigla, con testo di Alessandra Valeri Manera e musica di Franco Fasano, è cantata da Cristina D'Avena, ed è stata pubblicata nell'album Fivelandia 18.

## Differenze fra film e serie animata
Si ritrovano quasi tutti gli stessi personaggi dei film televisivi di Lamberto Bava, a cui si aggiungono alcuni creati appositamente per la serie animata. Alcuni personaggi sono leggermente cambiati, per esempio la Strega Bianca e Mamma Oca sono due personaggi diversi, mentre in originale l'Oca era un travestimento della Strega Bianca, come il Cavaliere Bianco.

## Film animato
È stato realizzato un film animato di 75 minuti dal titolo "Fantaghirò: Quest for the Kuorum"; si tratta di un montaggio delle scene più importanti della serie animata. Il film è inedito in Italia.

## Edizioni home video

### Italia
Nel corso dei primi anni 2000 sono state messe in commercio per il circuito delle edicole 26 VHS della Fabbri Editore, ognuna delle quali conteneva solo un episodio.
Nel 2000 uscì anche una videocassetta omaggio edita e distribuita nei negozi di giocattoli da Giochi Preziosi e GiG per la collana Videogiocando, nella quale, oltre alle pubblicità, era presente un episodio in forma ridotta.